# Pier Luigi Luisi
Pier Luigi Luisi (23 maggio 1938) è un chimico italiano. Si è laureato nel 1963 alla Scuola Normale di Pisa, ha lavorato con P. Pino a Pisa, Volkenstein a Leningrado e S. Bernhard negli Stati Uniti. Nel 1970 si è unito all'Istituto per i polimeri all'ETH (Istituto Federale di Tecnologia) di Zurigo.
Nel 1985 ha fondato la Settimana Internazionale di Cortona "Science and the Wholeness of Life", dedicata all'integrazione tra Discipline Scientifiche e Umanistiche.
Si interessa soprattutto di evoluzione prebiotica e meccanismi di formazione delle prime strutture vitali. Collabora con il Mind & Life Institute
Dal 2006 tiene corsi di biologia come collaboratore coord. e continuativo presso l'Università degli Studi Roma Tre, e dal 2015 ha iniziato a scrivere mensilmente sulla rivista Wall Street International.

## Pubblicazioni
- The systems view of life, con Fritjof Capra, Cambridge University Press, 2014
- The emergence of life, Cambridge University Press, seconda edizione, 2016, ISBN 978-1108735506
- The tales of tomorrow-the brave new world of artificial intelligence, Amazon Kindle, 2020
- Vom Ursprung des Universums zur Evolution des Geistes, con P. Walde, Zurigo, 2001
- Giant Vesicles, Perspectives in supramolecular chemistry, vol. 6, con P. Walde editors, John Wiley and Sons, 2000
- In Einvernehmen mit der Natur, P.L.Luisi, Proceedings aus der Cortona-Woche, Verlag Bonn Aktuell, 1991
- Reverse Micelles, con B. Straub, Plenum Press, 1984